# Кирха Святого Николая в Кронштадте
Кирха Святого Николая в Кронштадте — лютеранская церковь в городе Кронштадт, бывший центр прихода Ретусаари (фин. Retusaari) Евангелическо-лютеранской церкви Ингрии.

## История
Во времена шведского владычества лютеранский приход Ретусаари на острове Котлин являлся капельным прихода Тюрё.
Первая лютеранская церковь в Кронштадте — деревянная кирха во имя Святой Елизаветы была построена в 1718 году.
В 1732 году, во время городского пожара кирха сгорела, а её участок по указу императрицы Анны Иоанновны был передан под строительство жилых домов.
14 июля 1733 года для кирхи был выделен новый участок за водоналивной мельницей.
В 1735 году началось строительство нового храма, но по неизвестным причинам оно не было завершено.
3 октября 1739 года этот участок был передан под постройку Андреевского православного собора.
В 1750 году лютеране Кронштадта приобрели участки земли на Андреевской, Шкиперской и Восточной улицах. 7 сентября того же года было получено разрешение на строительство кирхи, но был сооружён только каменный одноэтажный пасторат с хозяйственными постройками.
Во второй половине XIX века в связи с притоком в Кронштадт большого количества строителей из Эстляндии, в Кронштадте был образован самостоятельный эстонско-финско-шведский приход Ретусаари. Рабочие латышской национальности окормлялись в Елизаветинской кирхе.
В 1865—1868 годах на участке Елизаветинской кирхи была возведена новая каменная кирха эстонско-финско-шведского прихода, освящённая 28 июля 1868 года во имя Святого Николая.
17 февраля 1870 года на Кронштадтской косе, был выделен участок под приходское кладбище.
После 1917 года, в связи с массовой эмиграцией, число лютеран постоянно сокращалось, поэтому службы в храме проводились редко. Богослужения велись до 1924 года.
Кирху Святого Николая окончательно закрыли в августе 1926 года, все серебряные вещи передали в городской финансовый отдел, а здание под хозяйственные нужды.
Здание кирхи снесли в 1930-е годы.

## Прихожане
Изменение численности населения прихода Ретусаари с 1859 по 1918 год:

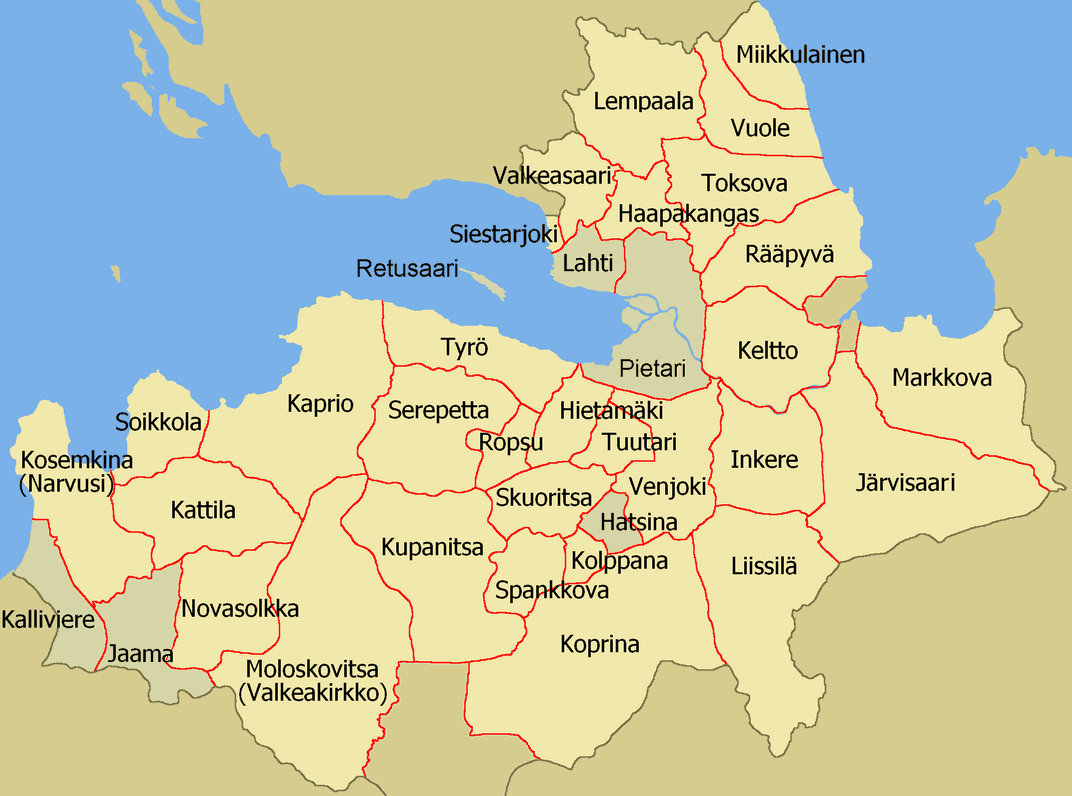
Карта приходов Церкви Ингрии (1930-е годы)

В 1859 году в приходе числилось 3700 человек, из них 3000 эстонцев, 450 финнов и 250 шведов.
В 1905 году в приходе числилось 2000 человек, из них 1600 эстонцев, 300 финнов и 100 шведов.

## Духовенство
| Настоятели прихода | Настоятели прихода                               |
| Даты               | Пастор                                           |
| ------------------ | ------------------------------------------------ |
| 1859—1860          | Карл Фредрик Стегман (и. о. пастора)             |
| 1860—1873†         | Карл Фредрик Стегман (пастор)                    |
| 1873—1874          | Эмиль Боссе (и. о. пастора)                      |
| 1873—1874          | Йохан Фредерик Корнелиус Лааланд (и. о. пастора) |
| 1874—1888†         | Отто Рейехольд Стерн (пастор)                    |
| 1874—1875          | Эммануэль Сеппяляйнен (адъюнкт)                  |
| 1876—1878          | Йохан Якоб Нордлунд (адъюнкт)                    |
| 1878—1881          | Карл Пауль Мартин Хасселблатт (адъюнкт)          |
| 1888—1912          | Маттиас Йохан Эйзен (пастор)                     |
| 1913—1914          | Аксели Альфонс Каянти (и. о. пастора)            |
| 1914—1916          | Кайку Каллио (и. о. пастора)                     |
| 1914—1916          | Виктор Армас Аавикко (и. о. пастора)             |
| 1916—1917          | Лаури Йосеппи Йокинен (и. о. пастора)            |
| 1918—1924          | Альфред Бюттнер (пастор)                         |

## Фото

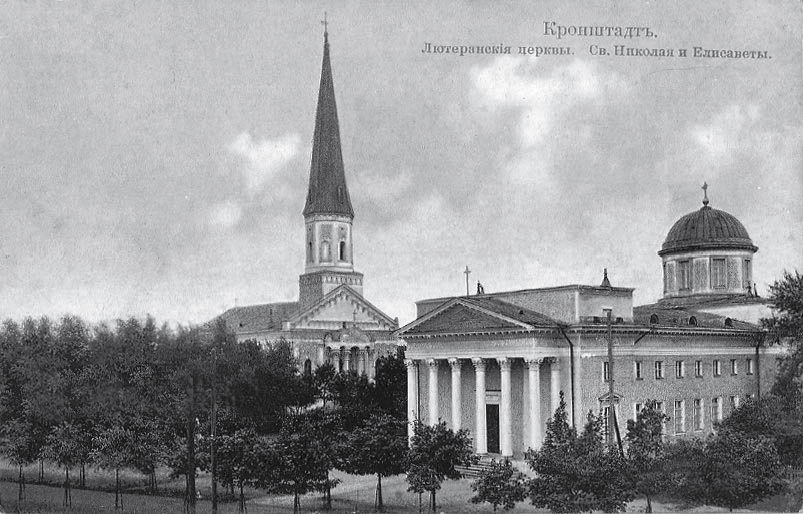
Кирхи св. Николая и св. Елизаветы. Открытка 1900-х годов
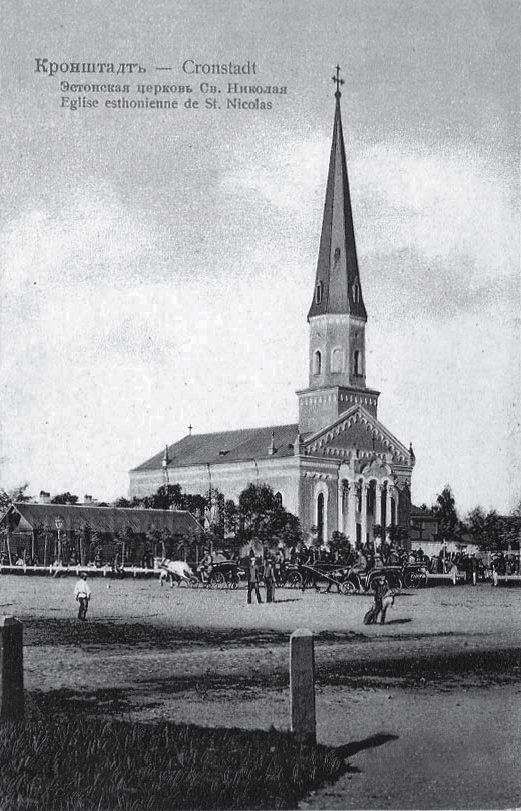
Кирха св. Николая.
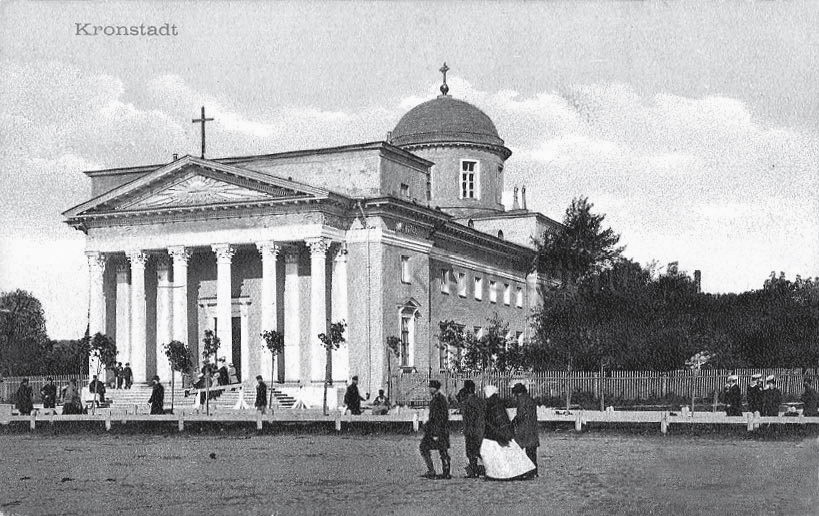
Кирха св. Елизаветы. Открытка 1900-х годов
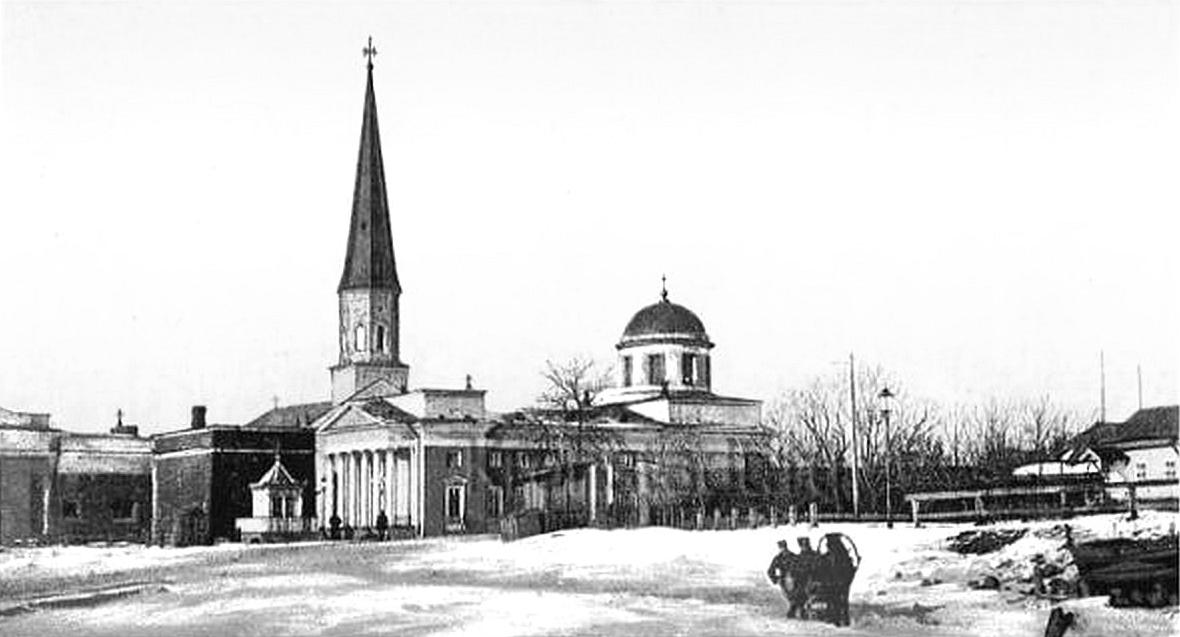
Кирхи св. Николая и св. Елизаветы зимой. Открытка 1900-х годов